# Appaleptoneta fiskei
Appaleptoneta fiskei är en spindelart som först beskrevs av Willis J. Gertsch 1974.  Appaleptoneta fiskei ingår i släktet Appaleptoneta och familjen Leptonetidae. Inga underarter finns listade i Catalogue of Life.